# Wojciech Widacki
Wojciech Jacek Widacki (ur. 21 sierpnia 1943 we Lwowie, zm. 29 października 2006 w Krakowie) – profesor, geograf fizyczny, twórca i wieloletni Kierownik Zakładu Systemów Informacji Geograficznej Instytutu Geografii Uniwersytetu Jagiellońskiego w Krakowie. Wojciech Widacki uznawany jest za twórcę nowej specjalności w geografii polskiej - systemów informacji geograficznej (GIS).

## Życiorys

### Edukacja
W 1966 ukończył studia geograficzne na Uniwersytecie Jagiellońskim (UJ) oraz uzyskał stopień magistra za pracę: Współczesny rozwój geomorfologiczny parowu Doły.
W 1967 rozpoczął pracę na stanowisku asystenta w Zakładzie Geografii Regionalnej, kierowanym przez prof. Zdzisława Czeppego. Zakład ten należał do Katedry Geografii Fizycznej UJ, której kierownikiem był ówczesny Rektor Uniwersytetu
Jagiellońskiego, prof. Mieczysław Klimaszewski.

### Kariera naukowa do 1983 r.
W pierwszych latach swojej kariery naukowej W. Widacki prowadził prace na polu geomorfologii. Efektem tych badań była m.in. rozprawa pt. Mrozowe ruchy gruntu w południowej Polsce, za którą otrzymał stopień doktora w 1974 r. Praca opierała się na 8-letniej serii pomiarowej ruchów mrozowych, które W. Widacki mierzył na 6 stanowiskach, na różnych głębokościach. Doktorat i związane z nim publikacje stanowiły podsumowanie badań W. Widackiego na polu geomorfologii.
W drugim okresie swojej pracy naukowej W. Widacki prowadził badania z zakresu geografii fizycznej kompleksowej i ekologii krajobrazu. Był współtwórcą kierunku kompleksowego w Instytucie Geografii UJ. Rozwijał nurt teoretyczny zajmując się m.in. funkcjonowaniem środowiska przyrodniczego (problem sterowania środowiskiem, równowagi w środowisku), relacjami człowiek - środowisko oraz granicami fizycznogeograficznymi (typy granic,
klasyfikacja granic). Wyniki tych prac złożyły się na serię publikacji.
Podsumowaniem badań W. Widackiego na polu geografii fizycznej kompleksowej był referat pt. Główne problemy, wyniki badawcze i funkcje polskiej geografii fizycznej wygłoszony w 1983 roku na konferencji w Rydzynie. Prace w zakresie geografii fizycznej kompleksowej zamknęła rozprawa habilitacyjna pt. System relacyjny środowiska przyrodniczego Beskidów na przykładzie zlewni potoku Jaszczurowa w Beskidzie Małym.

### Po habilitacji
W 1993 pod kierownictwem W. Widackiego w Instytucie Geografii UJ powołano Pracownię GIS. W tym samym roku W. Widacki zorganizował też pierwszą międzynarodową konferencję poświęconą zastosowaniom GIS w badaniach środowiska przyrodniczego GIS for Environment. W 1996 r. pod jego kierownictwem utworzono Laboratorium GIS - pierwszą w Polsce uniwersytecką pracownię komputerowych systemów informacji geograficznej. Wyposażone ze środków Unii Europejskiej laboratorium o światowym standardzie oddane zostało do dyspozycji studentów. W 1997 r. studenci mogli uczyć się GIS z podręcznika autorstwa W. Widackiego pt. Wprowadzenie do Systemów Informacji Geograficznej (Widacki, 1997). W 1998 r. Pracownia GIS została przekształcona w Zakład GIS, rok później W. Widacki otrzymał tytuł profesora nauk o Ziemi.
Wojciech Widacki był również inicjatorem i kierownikiem studiów podyplomowo-magisterskich UNIGIS, prowadzonych metodą e-learningu, wspólnie z Uniwersytetem Parisa Lodrona w Salzburgu. Były to pierwsze w Polsce studia geograficzne na odległość, a także jedne z pierwszych uniwersyteckich studiów międzynarodowych, dających tytuł Master of Science uczelni zagranicznej.

## Dorobek naukowy
Dorobek naukowy W. Widackiego liczy 100 publikacji, w tym trzy książki autorskie oraz cztery redagowane lub współredagowane.
Jako ekspert Uniwersyteckiej Komisji Akredytacyjnej brał udział w opracowaniu nowych standardów kształcenia geografii. Był współautorem kilku programów nauczania geografii na Uniwersytecie Jagiellońskim, przede wszystkim w zakresie specjalizacji z geografii fizycznej kompleksowej oraz systemów informacji geograficznej. Pod kierunkiem W. Widackiego swoje prace magisterskie napisało 35 studentów. Aż siedmioro z nich zostało nagrodzonych na ogólnopolskich konkursach Polskiego Towarzystwa Geograficznego oraz Polskiej Asocjacji Ekologii Krajobrazu. Wypromował również dwóch doktorów.

## Członkostwo w organizacjach naukowych
Wojciech Widacki był członkiem i współpracownikiem wielu międzynarodowych i krajowych organizacji naukowych, m.in.:
- International Association for Landscape Ecology
- Geographical Information Systems International Group
- Polskiego Towarzystwa Geograficznego
- Komisji Nauk Geograficznych PAN w Krakowie
- Komisji Geoinformatyki PAU w Krakowie
- Polskiej Asocjacji Ekologii Krajobrazu
- Komitetu Technicznego ds. Informacji Geograficznej Polskiego Komitetu Normalizacyjnego.